# Benedykt Hesse
Benedykt Hesse (ur. 1389 w Krakowie, zm. 1456) – polski uczony, filozof i teolog.

## Życiorys
Pochodził z mieszczańskiej rodziny osiadłej w Krakowie w XIV wieku. Był synem Jana, który prawdopodobnie był kupcem. Od 1407 studiował sztuki wyzwolone, ukończył również teologię. Był uczniem Andrzeja z Kokorzyna oraz Franciszka z Brzegu. W 1411 został bakałarzem, w 1415 – magistrem. Po ukończeniu studiów wykładał w Krakowie, m.in. prawo kanoniczne. Kilkukrotnie sprawował funkcję rektora Uniwersytetu Krakowskiego. W 1448 został wicekanclerzem uniwersytetu i był nim do 1449.
Benedykt Hesse podobnie jak Paweł z Worczyna głosił, że filozofia i teologia powinny być od siebie oddzielone, gdyż różnią się od siebie zarówno przedmiotowo, jak i metodologicznie.  Postulował również rozgraniczenie między fizyką a metafizyką. Był nominalistą, ostro krytykował realizm pojęciowy. Był przedstawicielem koncyliaryzmu i zwolennikiem poglądów Jana Buridana.
Hesse był pierwszym wybitnym polskim logikiem. Jego śmierć była symbolicznym końcem okresu via moderna w Krakowie. Jego uczniami byli m.in. Piotr z Sienna oraz Jan Kanty.
Na podstawie pism Hessego habilitował się arcybiskup Stanisław Wielgus.